# 0,25 mg
0,25 mg – mixtape polskiej hip-hopowej supergrupy Taconafide, złożonej z raperów Taco Hemingwaya i Quebonafide. Został wydany 13 kwietnia 2018 roku nakładem Taconafidex, a jego dystrybucją zajął się Step Hurt. Początkowo dystrybuowany był tylko na CD jako dodatek do albumu Soma 0,5 mg. 23 kwietnia 2018 roku ukazał się jako samodzielne wydawnictwo w formacie digital download i serwisach streamingowych.

## Geneza, nagrywanie i wydanie
11 marca 2018 roku Quebonafide, a dzień później Taco Hemingway, opublikowali w serwisie Instagram planszę do gry Go. 15 marca modelka Aleksandra Makiewicz zdradziła za pośrednictwem Instagrama, że dzień wcześniej wzięła udział w zdjęciach do teledysku raperów, którzy wkrótce wydadzą wspólny album. 16 marca Hemingway i Quebonafide po raz pierwszy potwierdzili współpracę muzyczną, równocześnie wydając singel „Art-B”, zapowiadając premierę albumu Soma 0,5 mg oraz ogłaszając koncerty z trasy Ekodiesel Tour. 27 marca na ich stronie internetowej znalazła się informacja o bonusowej płycie 0,25 mg, zawierającej dodatkowe utwory oraz remiksy piosenek z właściwego albumu z udziałem gości. 1 kwietnia raperzy zdradzili listę jego utworów i gości. Wydawnictwo zostało sklasyfikowane jako mixtape. Hemingway i Quebonafide nagrali swoje wokale w warszawskim Nobocoto Studio, zaś sesje z udziałem gości odbyły się w Studio Nagrywarka. Producentami wykonawczami mixtape’u są Jan „Jedynak” Porębski z duetu Flirtini i Piotr „Steez” Szulc z PRO8L3Mu.
13 kwietnia odbyła się premiera albumu Soma 0,5 mg. Mixtape 0,25 mg został do niego dołączony osobom, które zamówiły wydawnictwo w przedsprzedaży na stronie internetowej Taconafide. W pozostałych punktach sprzedaży Soma 0,5 mg ukazała się jako pojedyncza płyta, a mixtape nie został wydany na CD jako samodzielne wydawnictwo. Dopiero 23 kwietnia ukazał się w formacie digital download oraz został udostępniony w serwisach streamingowych. 30 kwietnia pojawił się ponadto na kanałach raperów w serwisie YouTube.

## Odbiór krytyczny
Dawid Bartkowski z serwisu CGM napisał w recenzji, że 0,25 mg jest „świetnie wyprodukowana (…) i z raptem kilkoma zastrzeżeniami, z których najpoważniejszym jest ten, że zaproszeni raperzy wypadają o wiele lepiej od gospodarzy (…). W opozycji do Somy 0,5 mg, dodatek do niej, to krótsza, lepsza i jeszcze bardziej skumulowana treść”. Krytyk zwrócił jednak uwagę, że Dawid Podsiadło jest niepotrzebny w remiksie „Tamagotchi”. Rafał Samborski z portalu Interia.pl skrytykował gościnne zwrotki większości gości, dodając, że „trudno zrozumieć, dlaczego «Moje demony uciekły na urlop» z doskonałą, przejmującą i emocjonalną zwrotką Białasa (…) nie trafiły na główny krążek. Podobnie jak «C3PO»”.

## Lista utworów
| Nr  | Tytuł utworu                                                  | Tekst                                          | Produkcja           | Długość |
| --- | ------------------------------------------------------------- | ---------------------------------------------- | ------------------- | ------- |
| 1.  | „Leonardo”                                                    | Taco Hemingway · Quebonafide                   | soSpecial           | 2:54    |
| 2.  | „TLC”                                                         | Taco Hemingway · Quebonafide                   | Rumak               | 3:18    |
| 3.  | „Benevento”                                                   | Taco Hemingway · Quebonafide                   | soSpecial           | 3:02    |
| 4.  | „C3PO”                                                        | Taco Hemingway · Quebonafide                   | 2K · hvze808        | 3:18    |
| 5.  | „8 kobiet” (z gościnnym udziałem Bedoesa)                     | Taco Hemingway · Quebonafide · Bedoes          | Pham                | 4:30    |
| 6.  | „VISA” (z gościnnym udziałem KęKę)                            | Taco Hemingway · Quebonafide · KęKę            | 2K · Michał Graczyk | 3:43    |
| 7.  | „Ekodiesel” (z gościnnym udziałem Palucha)                    | Taco Hemingway · Quebonafide · Paluch          | Sergiusz · 2K       | 5:00    |
| 8.  | „Wiem” (z gościnnym udziałem Kaza Bałagane)                   | Taco Hemingway · Quebonafide · Kaz Bałagane    | Sergiusz · 2K       | 4:49    |
| 9.  | „Tamagotchi” (z gościnnym udziałem Dawida Podsiadły)          | Taco Hemingway · Quebonafide · Dawid Podsiadło | Forxst              | 3:22    |
| 10. | „Moje demony uciekły na urlop” (z gościnnym udziałem Białasa) | Taco Hemingway · Quebonafide · Białas          | 2K                  | 4:39    |
| 11. | „Outro”                                                       | Taco Hemingway · Quebonafide                   | Rumak               | 2:17    |
|     |                                                               |                                                |                     | 40:52   |

## Personel
W nawiasach podano numery utworów. Źródła:.

- Taco Hemingway – słowa, wokal
- Quebonafide – słowa, wokal
- 2K – produkcja muzyczna (4, 6–8, 10)
- Bedoes – słowa (5), wokal (5)
- Białas – słowa (10), wokal (10)
- DJ Johny – realizacja i produkcja wokali, miksowanie (1, 3, 4)
- Forxst – produkcja muzyczna (9)
- Full Metal Jacket – projekt graficzny
- Michał Graczyk – produkcja muzyczna (6)
- hvze808 – produkcja muzyczna (4)
- Kaz Bałagane – słowa (8), wokal (8)
- KęKę – słowa (6), wokal (6)
- Jan Kwapisz – realizacja wokali
- Paluch – słowa (7), wokal (7)
- Pham – produkcja muzyczna (5)
- Jan „Jedynak” Porębski – produkcja wykonawcza
- Dawid Podsiadło – słowa (9), wokal (9)
- Rumak – produkcja muzyczna (2, 11)
- Sergiusz – produkcja muzyczna (7, 8)
- Rafał Smoleń – miksowanie (2, 5–11), mastering (2, 5–11)
- Solar – realizacja i produkcja wokali
- soSpecial – produkcja muzyczna (1, 3)
- Piotr „Steez” Szulc – produkcja wykonawcza

Nagrań dokonano w Nobocoto Studio i Studiu Nagrywarka w Warszawie.